# Brezovica (Šmarješke Toplice, Slovenija)
Brezovica je naselje u slovenskoj Općini Šmarješke Toplice. Brezovica se nalazi u pokrajini Dolenjskoj i statističkoj regiji Jugoistočnoj Sloveniji. 

## Stanovništvo
Prema popisu stanovništva iz 2002. godine naselje je imalo 186 stanovnika.